# Johannes Pontanus
Johannes Pontanus (også kaldet Johan Isaksen Pontanus, født 21. januar eller 21. juni 1571, død 6./7. oktober 1639) var en dansk kongelig historiograf.
Pontanus var født i Helsingør af hollandske forældre, der under religionsforfølgelserne hjemme havde søgt tilflugt i Danmark. Faderen var Isac Peterszoon fra Haarlem, der senere blev kommissarius eller agent i Helsingør (død 1614). Moderen, Margrete van Delen fra Geldern, var en datterdatter af den fra Christian 2.s historie kendte Jørgen Hansen (Steen), også kaldet Jørgen Skriver, foged eller rettere lensmand på Bergenhus og siden borger i Kampen. En broder til Pontanus var maleren Peter Isaksen. Da forældrene flyttede tilbage til Holland, blev Pontanus, der havde begyndt sin skolegang i Helsingør, overflyttet til en anset skole i Amsterdam. Herfra afgik han til universitetet i Franeker, hvor han lagde den første grund til sin mangesidige lærdom. 1592 blev han immatrikuleret på universitetet i Leiden under navnet "Joannes Hellespontius Danus". Først senere kaldte han sig Pontanus, måske efter Brostræde i Helsingør, hvor han skal være født. Til sin fødeby kom Pontanus atter 1593, da hans fader havde fået en ansættelse her som hollandsk agent i Helsingør. Under opholdet i Danmark sluttede Pontanus sig nøje til flere danske videnskabsmænd, især Tycho Brahe, hvem han en tid lang gik til hånde på Hven, og Arild Huitfeldt. Senere studerede han i England, Holland, Tyskland og Schweiz. I Basel tog han 1601 den medicinske doktorgrad og gennemrejste siden Frankrig, hvilken rejse han har skildret i latinske vers (Iter Galliæ Narbonensis). Hans første større litterære arbejde var for øvrigt hans i Leiden 1597 udgivne Aurelii Macrobii opera, der er tilegnet Arild Huitfeldt, hos hvem Pontanus i sommeren 1599 og måske oftere opholdt sig på Dragsholm Slot.
Efter at Pontanus 1604 var blevet ansat som professor ved det nyoprettede gymnasium i Harderwijk i Geldern, en stilling, hvori han forblev hele sit øvrige liv, gjorde han sig bemærket ved en række, især filologiske og historiske, skrifter. Dette gav anledning til, at kansler Christian Friis til Kragerup, der kendte ham fra studieårene, 1618 fik ham beskikket til kongelig dansk historiograf med den opgave på latin at fremstille Danmarks historie fra de ældste til de nyeste tider. Med dette vidtløftige hverv syslede Pontanus hele sin følgende levetid. Han fik dog selv kun den første halvdel af værket (Rerum Danicarum historia) udgivet 1631 i folio. Den anden halvdel efterlod han utrykt ved sin død (senere udgivet i Ernestus Joachimus de Westphalens Monumenta inedita rerum germanicarum præcipue cimbricarum et megapolensium, bind II). Dette værk har bidraget betydelig til at give fremmede kundskab om Danmarks historie. Af Pontanus øvrige skrifter kan især bemærkes hans Historia Gelrica, hvorved han fyldestgjorde sit hverv som historiograf for hertugdømmet Geldern.
Han døde natten mellem 6. og 7. oktober (ny stil) 1639 i Harderwijk, påskønnet som en meget hæderlig og retskaffen mand og en duelig lærer. 1606 havde han ægtet Anneken van den Herde.